# Serigne Lamine Diop
Pour les articles homonymes, voir Diop.
Serigne Lamine Diop, né le 28 avril 1935  à Dakar (Sénégal) et décédé le 16 décembre 2008 dans la même ville, est un statisticien et un homme politique sénégalais qui fut plusieurs fois ministre dans le gouvernement, puis sous la présidence d'Abdou Diouf.

## Biographie
Après des études primaires, secondaires et une première année de mathématiques à l'université de Dakar, il se rend à Paris où il fréquente l'Institut de statistique de l'université de Paris, puis l'ENSAE. Rentré au Sénégal en 1962, il commence sa carrière à la statistique et devient en 1965 le premier responsable de la statistique sénégalais, poste qu'il occupe jusqu'en 1974 ; Lamine Diop lui succède alors.
Il quitte la statistique pour les douanes dont il devient directeur jusqu'en 1978, date à laquelle commence sa carrière d'homme politique avec son entrée au gouvernement comme secrétaire d'État au budget.
À partir du 3 janvier 1980, Serigne Lamine Diop tient successivement divers portefeuilles ministériels, et ce jusqu'en 1993 quand il se retire de la vie politique active. Il entame alors une nouvelle carrière dans le secteur parapublic, jusqu'en 2001.

## Études
Serigne Lamine Diop suit ses études primaires à Dakar, au Plateau, à l'école primaire de la rue Thiong. Après avoir fréquenté le lycée technique Maurice Delafosse, il entre au lycée Van Vollenhoven, devenu aujourd'hui le lycée Lamine Guèye ; il y obtient le baccalauréat de mathématiques élémentaires. Il poursuit des études supérieures, d'abord à la faculté des sciences de l'université de Dakar qui lui décerne le certificat de mathématique générale et physique ; puis en France à l'Institut de statistique de l'université de Paris et à l'École nationale de la statistique et de l'administration économique (ENSAE) qui lui décerne le diplôme d'Ingénieur statisticien économiste (ISE) en 1962.

## Parcours professionnel

### Statisticien
Serigne Lamine Diop revient à Dakar en 1962 dès la fin de ses études à Paris. Il rejoint le Service statistique en qualité de responsable de la comptabilité nationale jusqu'en 1965 ; cette année-là, il devient le premier Sénégalais à diriger le Service statistique devenu, aussi la même année, Direction de la statistique. Il quitte cette direction en avril 1974 ; Lamine Diop lui succède alors.
En plus de ses fonctions de directeur, il professe à l'université de Dakar ainsi qu'à l'École nationale d'administration et de magistrature (ENAM).
Quelles que soient ses fonctions, Serigne Lamine Diop reste soucieux de promouvoir la statistique, tant sur le plan national, au sein de l'Association sénégalaise des statisticiens et démographes - qu'il préside plusieurs années-, que sur le plan international, en étant membre de l'Institut international de statistique dès 1974 et de l'Association internationale des statisticiens d'enquête en 1975.

### Haut fonctionnaire
Serigne Lamine Diop quitte la direction de la statistique en 1974 pour prendre les fonctions de directeur des douanes, au ministère de l'Économie et des Finances. Il s'attache avec succès à la réorganisation et à la dynamisation de ce département essentiel à la vie économique, y introduisant aussi un service social et de santé. La réussite de cette mission lui vaut en 1978 d'être nommé secrétaire d'État au Budget, fonction qu'il assure jusqu'en 1980, année qui marque le début de sa carrière politique.

### Homme politique
La carrière pleinement politique de Serigne Lamine Diop commence en 1981 quand il occupe le poste de ministre du Développement rural dans le premier gouvernement de Habib Thiam, jusqu'en 1983. Dans les gouvernements suivants, il est ministre du Développement industriel et de l'Artisanat jusqu'en 1988, puis ministre de l'Économie et des Finances de 1988 à 1990 et enfin Garde des sceaux de 1990 à 1993.
Il reste très actif en étant, entre 1993 et 1995, président du comité directeur de la Société nationale d'exploitation des eaux du Sénégal (SONEES), puis président du comité directeur de la Banque internationale pour le commerce et l'industrie du Sénégal (BICIS) jusqu'en 2001.

## Distinctions
Décernées au nom de la République sénégalaise :
- Officer de l’ordre national du Lion (1976)
- Commandeur de l'ordre national du Mérite (1977)
- Grand-croix de l'ordre national du Mérite (2006)